# Eva Schmidt (Schriftstellerin)

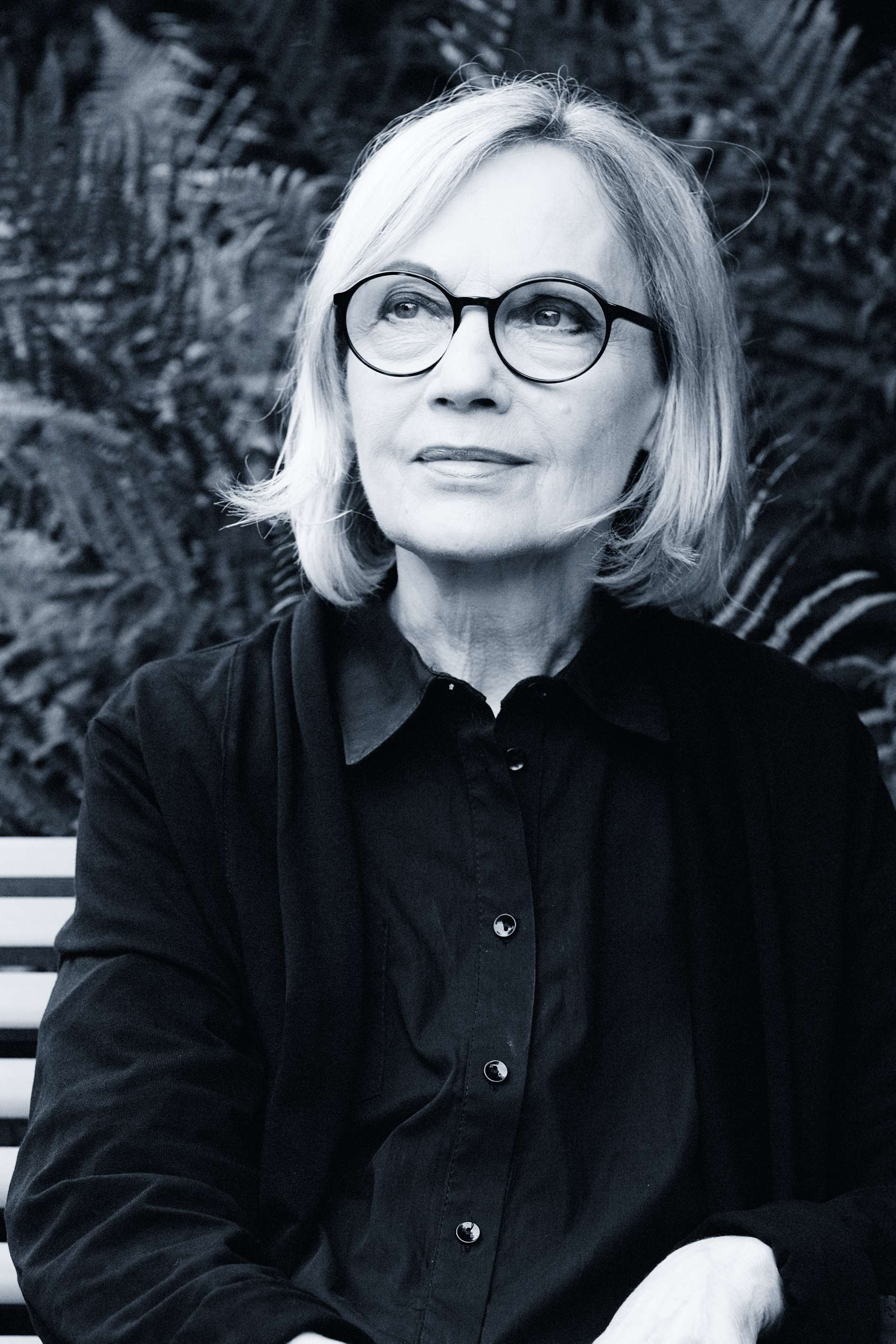
Eva Schmidt (Schriftstellerin)

Eva Schmidt (* 17. Mai 1952 in Lustenau, Vorarlberg) ist eine österreichische Schriftstellerin.

## Leben
Eva Schmidt lebt als freie Schriftstellerin in Bregenz. Sie ist Verfasserin erzählender Prosa und von Hörspielen; 
Nach dem Roman Zwischen der Zeit (1997) veröffentlichte Schmidt 2016 ihren aus 38 Episoden bestehenden zweiten Roman Ein langes Jahr, der in Bregenz verortet ist, wenn auch die Stadt nie erwähnt wird. Die Geschichte, die Kritiker an Robert Altmans Film Short Cuts erinnerte, gelangte auf die Shortlist des Deutschen Buchpreises 2016.

## Werke
- Ein Vergleich mit dem Leben. Erzählungen. Residenz Verlag, 2. Auflage, Salzburg 1985, ISBN 3-7017-0408-2.
- Reigen. Eine Erzählung. (Liber Libertas). Residenz Verlag, Salzburg 1988, ISBN 3-7017-0560-7.
- Zwischen der Zeit. Roman. Residenz Verlag, Salzburg 1997, ISBN 3-7017-1100-3.
- Ein langes Jahr. Roman. Jung und Jung Verlag, Salzburg 2016, ISBN 399027080X.
- Die untalentierte Lügnerin. Roman. Jung und Jung Verlag, Salzburg 2019, ISBN 978-3-99027-230-5.
- Sonne in einem leeren Zimmer. Prosastücke. Golden Luft Verlag, Mainz 2019, ISBN 978-3-9818555-6-2.
- Die Welt gegenüber. Erzählungen. Jung und Jung Verlag, Salzburg/Wien 2021, ISBN 978-3-99027-250-3.
- Neben Fremden. Jung und Jung Verlag, Salzburg/Wien 2025, ISBN 978-3-99027-426-2.

## Auszeichnungen und Ehrungen
- 1980 Staatsstipendium des Bundesministerium für Unterricht und Kunst
- 1981 Manuskriptepreis des Forum Stadtpark Graz
- 1985 Buchprämie des Bundesministerium für Unterricht und Kunst
- 1986 Ehrengabe für Kunst und Wissenschaft des Landes Vorarlberg für Literatur
- 1986 Literaturstipendium des Deutschen Literaturvereins Darmstadt
- 1986 Förderpreis zum Bremer Literaturpreis
- 1986 Rauriser Literaturpreis
- 1988 Förderpreis zum Hermann-Hesse-Preis
- 1989 Nicolas-Born-Preis, Lucca, Italien
- 2016 Shortlist Deutscher Buchpreis mit Ein langes Jahr
- 2019 Longlist Deutscher Buchpreis mit Die untalentierte Lügnerin[2]
- 2022 Dr. Manfred Jahrmarkt-Ehrengabe der Deutschen Schillerstiftung, Weimar